# Saint-Georges-du-Rosay

Saint-Georges-du-Rosay este o comună în departamentul Sarthe, Franța. În 2009 avea o populație de 421 de locuitori.